# Madonna col Bambino in un paesaggio
La Madonna col Bambino in un paesaggio è un dipinto a olio su tavola (44x36,5 cm) di Giorgione, databile al 1498-1500 circa e conservato nell'Ermitage a San Pietroburgo.

## Storia e descrizione
La tavola arrivò nel museo nel 1817 dalla collezione Crichton.
Come la maggior parte delle opere attribuite a Giorgione, la scarsità di documentazione e la difficoltà di isolare i caratteri stilistici della relativamente breve carriera dell'artista, rispetto anche ad altri allievi e seguaci, rendono attribuzione e datazione particolarmente difficile. La Madonna col Bambino in un paesaggio viene fatta oscillare tra il 1495 e il 1505 circa, con una prevalenza agli ultimi anni del XV secolo.
In quel periodo gli artisti veneziani si dedicavano all'ideazione di nuove tipologie delle iconografie tradizionali. Ad esempio invece di mettere la Madonna su un trono, circondata da santi, iniziava ad essere frequente la sua collocazione nel paesaggio, come nella tavola presente. Le piccole dimensioni farebbero pensare a una destinazione privata dell'opera, per la devozione quotidiana.
Maria è raffigurata seduta di tre quarti verso sinistra, spostata rispetto all'asse del dipinto e piegata verso il Bambino che tiene sulle ginocchia, mentre si protende con il braccio destro per tenergli il capo addormentato. Gesù è nudo, mentre la Madonna indossa un'inconsueta veste verde e rossa, che spicca con un panneggio pesante e sovrabbondante rispetto allo sfondo paesistico, impostato sulle tonalità del verde, del giallo e del marrone, oltre al cielo azzurrino nel quale si confondono, per effetto della foschia, le montagne più lontane.
La rappresentazione è altamente lirica, con un legante luminoso dorato che crea un effetto caldo e pacatamente intimo, fondendo le figure col paesaggio.